# آلیس تالی
آلیس تالی (انگلیسی: Alice Tully؛ ۱۴ سپتامبر ۱۹۰۲ – ۱۰ دسامبر ۱۹۹۳) یک موسیقی‌دان، خواننده، و خواننده اپرا اهل ایالات متحده آمریکا بود. وی در سال ۱۹۸۵ برنده نشان ملی هنر شد.